# Heterostigma reptans
Heterostigma reptans är en sjöpungsart som beskrevs av Monniot 1963. Heterostigma reptans ingår i släktet Heterostigma och familjen lädermantlade sjöpungar. Arten har ej påträffats i Sverige. Inga underarter finns listade i Catalogue of Life.